# Paradox (Band)
Paradox ist eine deutsche Thrash-Metal-Band aus dem unterfränkischen Würzburg, die 1986 gegründet wurde, sich 1991 auflöste und 1999 wieder zusammenfand.

## Geschichte
Sänger und Gitarrist Charly Steinhauer sowie Schlagzeuger Axel Blaha waren bereits seit Anfang der 1980er-Jahre in verschiedenen Projekten tätig, wobei der Bandname und die übrige Besetzung sich noch permanent veränderten. Die Gruppe nannte sich unter anderem auch Warhead. Im Februar 1986 entschied man sich dann, Paradox zu gründen. Als zweiter Gitarrist kam Markus Spyth hinzu, während Roland Stahl den Bass spielte. Durch ein Demo erreichte die Band einen Vertrag bei Roadrunner Records. Das Lied Pray to The Godz of Wrath von diesem Demo war auf der Kompilation Teutonic Invasion Part I zu hören. Im Jahr 1987 erschien ein zweites Demo namens Mystery. Im Mai begab sich die Gruppe mit Produzent Kalle Trapp (Blind Guardian) ins Studio, um dort ihr erstes Studioalbum aufzunehmen, das im Oktober unter dem Namen Product of Imagination erschien. Der Veröffentlichung folgten Konzerte zusammen mit Overkill, Drifter, Tankard und Target, sowie ein Auftritt auf dem Dynamo Open Air im Jahr 1988. Daraufhin musste Bassist Stahl aufgrund seiner Einberufung zur Bundeswehr die Band verlassen; ersetzt wurde er durch Matthias Schmitt. Im Jahr 1988 hielt die Band eine kleine Clubtour durch Deutschland ab und spielte außerdem in Lissabon und Eindhoven. Am 15. Januar begab sich die Gruppe erneut ins Studio, um mit Produzent Harris Johns (Kreator, Sodom) das zweite Album aufzunehmen. Währenddessen verließ Gitarrist Spyth die Band, sodass Diether Roth und (zur Entlastung Steinhauers) Manfred Springer für die Aufnahmen engagiert wurden. Auch Matthias Schmitt quittierte seinen Dienst. Für ihn kam Armin Donderer. Durch eine Kehlkopfentzündung Steinhauers verzögerten sich die Aufnahmen zudem um viele Wochen. In dieser Zeit wurde fieberhaft nach einem Sänger gesucht. Die Aufnahmen mit dem Ex-Angel-Dust-Sänger Shelko Topalovic (aka S.L. Coe), der später Scanner beitrat, wurden verworfen, und Steinhauer übernahm diese Aufgabe selbst, um den Fortbestand der Band nicht zu gefährden. Als das Album Heresy im November veröffentlicht wurde, war Kai Pasemann als neuer Gitarrist in der Besetzung, weil Roth und Springer mit anderweitigen Verpflichtungen ausgefüllt waren. Die Rhythmusgitarre fiel wieder Steinhauer zu, der nun aufgrund seiner angeschlagenen Stimme im Gesangsbereich Unterstützung brauchte und deshalb Stefan Haller involvierte. Am Bass ergab sich bald eine weitere Änderung, denn Joe DiBiase (nicht der von Fates Warning) ersetzte Donderer. Da die Band diese Besetzungswechsel nicht verkraften konnte, löste sie sich 1991 auf.
Für das Wacken Open Air im Jahr 1999 belebte Charly Steinhauer die Band wieder. Als weitere Mitglieder waren nun Gitarrist Kai Pasemann und die Geschwister Oliver (E-Bass) und Alex Holzwarth (Schlagzeug) in der Besetzung. Noch im selben Jahr begab sich die Band mit Andy Classen ins Studio, um das Album Collision Course aufzunehmen, ehe es im Mai 2000 über AFM Records erschien. Das Album enthält eine Coverversion des Scorpions-Liedes Dynamite. Auf der japanischen Version des Albums sind außerdem die Songs Pray to the Godz of Wrath, Paradox und Execution als Bonuslieder. Im selben Jahr nahm die Band außerdem an einem ABBA-Tribute-Album von Nuclear Blast teil. Der Veröffentlichung von Collision Course folgten wenige Auftritte, darunter im Jahr 2001 ein Auftritt auf dem Bang Your Head im Jahr 2001. Durch eine schwere Erkrankung Steinhauers wurde es lange still um die Band. Entgegen der Berichte von einer Darmerkrankung, litt er an einer wiederkehrenden schwerwiegenden Entzündung am Darm. Da bei der herfür notwendigen Operation im Nachhinein noch Komplikationen entstanden, dauerte seine Genesung rund zweieinhalb Jahre. Danach stellte er mit dem Gitarrist Pasemann im September 2005 eine neue Besetzung zusammen: Da Steinhauer Probleme mit seiner Hand hatte, gab er das Gitarrenspiel zeitweise auf, wofür Gitarrist Fabian Schwarz zur Band kam. Als Bassist wurde Andi Siegl eingestellt, während Chris Weiß das Schlagzeug spielte. Im Jahr 2006 trat die Band auf dem Keep It True auf. Im selben Jahr war Charly Steinhauer auf Tarek „MS“ Magharys Projekt Dawnrider beteiligt, indem er in dem Lied When Our Troops Unite auf dem Album Fate is Calling Pt. I zu hören war. In den folgenden Jahren spielte die Band weitere Konzerte, darunter auch in Slowenien, ehe Schwarz, Siegl und die Band wieder verließen. Als Ersatz stießen Schlagzeuger Roland Jahoda und Bassiat Olly Keller zur Besetzung. Daraufhin begannen die Arbeiten zum nächsten Album, die Ende 2007 beendet wurden. Der Tonträger erschien im Januar 2008 unter dem Namen Electrify. Im August wurde bei Steinhauer eine Bauchhöhlenhernie diagnostiziert, sodass er sich einer Operation unterziehen musste, wodurch die Band pausieren musste. Im Oktober konnte die Band dann die Arbeiten zum nächsten Album, das von Steinhauer selbst produziert wurde, beginnen. Nachdem das Album 2009 unter dem Namen Riot Squad veröffentlicht worden war, verließen Gitarrist Pasemann und Schlagzeuger Jahoda die Band wieder. Die Besetzung der beiden Posten wechselte mehrfach, bevor Daniel Buld als Schlagzeuger und Christian Münzner als Gitarrist hinzu kamen. 2012 wurde dann das Album Tales of the Weird veröffentlicht.

## Stil
Zu seinen wichtigsten Einflüssen zählt Frontmann Steinhauer Gruppen wie Metallica, Exciter, Heathen, Testament und Exodus. Charakteristisch ist, dass Gitarrist und Sänger Steinhauer als Linkshänder auf einer Rechtshändergitarre spielt, ohne die Saiten anders aufzuziehen. Die Gruppe spielte anfangs eine Mischung aus Power- und Speed-Metal, vergleichbar mit der Musik von Helloween. Auf dem Debütalbum Product of Imagination waren Parallelen zur Thrash-Metal-Band Metallica hörbar. Die Band erinnerte auf dem Album vor allem musikalisch an Metallica, während der Gesang Parallelen zu Testament aufwies. Auf dem zweiten Album Heresy spielte die Band wie bereits beim Debüt klassischen Speed- und Power-Metal. Inhaltlich beschäftigte sich das Konzeptalbum mit den Katharern, einer von der katholischen Kirche bekämpften christlichen Strömung, und dem Albigenserkreuzzug im 13. Jahrhundert. Das Album ließ sich zwischen Veröffentlichungen von Bands wie Megadeth und Anthrax einordnen. Der Gesang wird als melodisch beschrieben und Gitarrensoli wie in dem Lied 700 Tears On erinnern an Michael Schenker. Auf dem Album Collision Course erinnerte die Band stark an Metallica zu den Zeiten von Master of Puppets. Das Album bot neben Thrash Metal auch schnell gespielten Power Metal, wobei die Lieder oft einen progressiven Charakter hatten. Auf Electrify spielte die Band melodischen Power Metal, wobei auch Thrash-Metal-Einflüsse die an Megadeth erinnern hörbar sind. Die Gitarrenarbeit erinnert an Jeff Waters von Annihilator. Auf Riot Squad spielte die Band klassischen Thrash Metal, wobei vor allem Steinhauers heiserer Gesang, der als Markenzeichen bezeichnet wird, besonders charakteristisch war. Tales of the Weird bewegte sich an der Schnittstelle zwischen Power- und Thrash-Metal.

## Diskografie

### Alben
- 1987: Product of Imagination (P.U.P.Metal Mind / Soulfood)
- 1989: Heresy (Roadrunner)
- 2000: Collision Course (Afm Records / Soulfood)
- 2008: Electrify (Afm Records / Soulfood)
- 2009: Riot Squad (Afm Records / Soulfood)
- 2012: Tales of the Weird (Afm Records / Soulfood)
- 2016: Pangea (Afm Records / Soulfood)

### Demos
- 1986: Demo # 1
- 1987: Mystery

### Sampler
- 1987: Teutonic Invasion Part I
- 1988: Stars on Thrash
- 1990: Thrash the Wall
- 2000: Tribute to Scorpions
- 2001: Tribute to ABBA
- 2007: Tribute to Tankard
- 2007: All for Metal
- 2009: Thrash Til Death
- 2009: All for Metal II